# Heptarkiet
Heptarkiet var syv småkongeriger i det angelsaksisk England, der blomstrede fra den angelsaksisk bosættelse i Storbritannien i 400-tallet til de blev konsolideret i 700-tallet til de fire kongeriger East Anglia, Mercia, Northumbria og Wessex. Normalt siges det at Heptarkiet varede fra enden på romersk herredømme i Storbritannien i 400-tallet indtil de fleste angelsaksiske kongeriger om under Egbert af Wessex' overherredømme i 829.
Termen Heptarki (fra græsk ἑπταρχία, 'heptarchia'; fra ἑπτά, 'hepta': "syv"; ἀρχή, 'arche': "regere, herske" og suffix -ία, '-ia') bruges fordi man traditionelt har troet at der var syv angelsaksiske kongeriger, der normalt listes som East Anglia, Essex, Kent, Mercia, Northumbria, Sussex og Wessex.
Den første skrevne kilde til den historiografiske tradition for at der var "syv kongeriger" findes i Henry af Huntingdons værk Historia Anglorum fra 1100-tallet; og begrebet Heptarki bliver ikke brugt til at beskrive dem før 1500-tallet.

## Kongeriger
De fire primære kongeriger i angelsaksisk England var:
- East Anglia
- Mercia
- Northumbria, inklusive underkongerigerne Bernicia og Deira
- Wessex

De andre kongeriger, der blev erobret eller absorberet af de store kongeriger på et tidspunkt inden de blev forenet i england er:
- Essex
- Kent
- Sussex

Andre kongeriger og områder:
- Bernicia
- Deira
- Dumnonia (annekteret af Wessex på et senere tidspunkt og et cornisk kongere)
- Haestingas
- Hwicce
- Kongeriget Iclingas, en forgænger til Mercia
- Lindsey
- Magonsæte
- The Meonwara, en jydsk stamme i Hampshire
- Mellemanglere
- Mellemsaksere (Middlesex, efterfølgende absorberet i kongeriget Essex)
- Pecsæte
- Surrey
- Tomsæte
- Wreocensæte
- Wihtwara